# Closing Time
Pour l'épisode de Doctor Who, voir Tournée d'adieux.
Albums de Tom Waits
The Heart of Saturday Night
(1974)
Closing Time, sorti en 1973, est le premier album de l'auteur, compositeur et interprète Tom Waits.

## Historique
La majorité des chansons sont des ballades au piano ou à la guitare. Waits y raconte des situations romantiques, parfois tristes parfois joyeuses. On y retrouve des paroles plus sentimentales malgré la présence de Virginia Avenue qui raconte les malheurs d'un ivrogne, genre d'histoire qui sera de plus en plus présent dans les albums suivants. L'album se termine avec la pièce titre, Closing Time, une pièce instrumentale.

## Une série de reprises
Closing Time ne connut pas le succès immédiatement après sa parution. Une reprise de la chanson Ol'55 par les Eagles sur leur album On the Border, sorti une année plus tard, en 1974, fit de Closing Time un album mieux connu par la suite, mais Waits indiqua lors d'une entrevue qu'il n'avait pas vraiment aimé la version des Eagles. Ice Cream Man fut reprise par John Brim et par Screamin' Jay Hawkins pour son album Black Music for White People. Martha par le chanteur Tim Buckley sur son album Sefronia et par Lee Hazlewood sous le titre Those Were Days of Roses (Martha) sur l'album Poet, Fool or Bum sorti en 1973. Sarah McLachlan reprit Ol'55 dans son album Freedom Sessions en 1994 et peut être entendue dans la trame sonore de Boys on the Side. La chanson fut à nouveau reprise quelques années plus tard en 1999 par K's Choice dans Extra cocoon - All access. Il existe une reprise de la chanson Martha, chantée par son ex-petite amie Rickie Lee Jones.

## Titres
Toutes les chansons sont de Tom Waits, sauf indication contraire.
| No  | Titre                                             | Durée |
| --- | ------------------------------------------------- | ----- |
| 1.  | Ol' 55                                            | 3:58  |
| 2.  | I Hope That I Don't Fall in Love With You         | 3:54  |
| 3.  | Virginia Avenue                                   | 3:10  |
| 4.  | Old Shoes (& Picture Postcards)                   | 3:40  |
| 5.  | Midnight Lullaby                                  | 3:26  |
| 6.  | Martha                                            | 4:30  |
| 7.  | Rosie                                             | 4:03  |
| 8.  | Lonely                                            | 3:12  |
| 9.  | Ice Cream Man                                     | 3:05  |
| 10. | Little Trip to Heaven (On the Wings of Your Love) | 3:38  |
| 11. | Grapefruit Moon                                   | 4:50  |
| 12. | Closing Time                                      | 4:20  |

## Musiciens
- Tom Waits : chant, piano, Celesta, guitare
- Delbert Bennett, Tony Terran : trompette
- Shep Cooke : guitare, chant
- Peter Klimes : guitare
- Jesse Ehrlich : violoncelle
- Bill Plummer, Arni Egilsson : basse
- John Seiter : batterie, chœurs